# Boris Vian (álbum)
Boris Vian es el quinto álbum como solista del músico argentino Andy Chango, editado en el año 2008. 
El disco es un homenaje al músico francés Boris Vian. El disco está compuesto de 15 versiones de temas del músico francés, traducidas al español y, en algunos casos, al inglés. 

## Lista de canciones
1. Viva El Progreso
2. Rock'n Roll mops
3. Beber
4. Snob
5. Un Euro Con 50
6. Relaciones Peligrosas
7. Blues del Dentista
8. Cuatro Euros Con 50
9. El Juerguista
10. Java Martienne
11. La Mente Obtusa
12. No Quisiera Morir
13. Siete Euros Con 50
14. The Deserter
15. Diez Euros Con 50

- Datos: Q16302020